# Ебал
Ебал (грч. Οίβαλος, лат. Oebalus) је спартански краљ који је уз Перијера спомиње као отац Хипоконта и Тиндареја.

## Митологија
Да је био отац Тиндареја говори Хесиод, а помиње га и Паузаније. Ебала су првобитно сматрали сином краља Кинорта, али када су Спартанци у свој краљевски родослов придодали и месенског краља Перијера, само зато да би могли да полажу право на месиније, морали су Ебала прогласити сином Перијера и другим мужем Персејове кћерке Горгофоне. 
Због таквог односа, у дорским митовима се стало преплићу Перијер и Ебал. Слично је и када је у питању ко је отац Тиндареја и Хипоконта, па се због тога у неким књигама може наћи да је Ебал отац Полидеука и Кастора.
Име Ебала је дуго времена био назив, због насељеника из Спарте данашњег града Тарента.